# Constantino Cabasilas
Constantino Cabasilas (en griego: Κωνσταντῖνος Καβάσιλας, fl. 1235-1259) fue un destacado clérigo bizantino de mediados del siglo XIII. Antes de 1235, fue arzobispo de Strumica y luego obispo metropolitano de Dirraquio, y poco antes de mediados de la década de 1250 fue nombrado arzobispo de Ohrid.
Constantino nació en el seno de los Cabasilas, una familia noble cuyos orígenes se remontan al noble de principios del siglo XI Constantino Cabasilas, extranjero y sirviente de Basilio II, que más tarde fue nombrado estratego por la emperatriz Teodora en 1042 y posiblemente dux de Occidente. Aunque es difícil trazar una genealogía coherente, el clérigo Constantino era hermano de Juan Cabasilas, ministro de la corte del gobernante de Epiro, Miguel II Comneno Ducas, y de Teodoro Cabasilas, otro de los partidarios de Miguel II. Debido a los estrechos vínculos de sus hermanos con el gobernante epirota, el emperador niceno Teodoro II Láscaris sospechó de su lealtad, y fue encarcelado hasta 1259, cuando Miguel VIII Paleólogo lo liberó y le permitió regresar a su sede.